# 衛元確
衛元確（1502年—1561年），字少乾，號如易，廣東省廣州府東莞縣人，民籍。

## 生平
九月十六日生，行一，治《易經》，由縣學附學生中式廣東鄉試第四十七名舉人，年三十一歲中式嘉靖十一年壬辰科會試第一百八十三名，第二甲第七十二名進士。兵部觀政，選翰林院庶吉士，十六年正月授禮部祠祭司主事，陞員外郎，降延平府通判，陞戶部主事，卒。

## 家族
曾祖衛珪；祖衛時佐，壽官；父衛纓；前母黃氏；母張氏。具慶下，妻羅氏，弟元碩；元相；元柱；元棟；元桂；元楫。子次夏；次玉。